# Джесперсон, Кит
Кит Хантер Джесперсон (англ. Keith Hunter Jesperson; родился 6 апреля 1955 года, Чиллиуак, Британская Колумбия, Канада) — американский серийный убийца канадского происхождения, совершивший по версии следствия серию из как минимум 8 убийств в период с 21 января 1990 года по 16 марта 1995 года на территории пяти штатов США. Сам Джесперсон признавался в совершении 185 убийств. Джесперсон известен под прозвищем «Убийца с счастливым лицом» (англ. «Happy face killer»), так как в 1994 году написал несколько писем в газету «The Oregonian» и в окружной суд округа Вашингтон (штат Орегон) с признаниями в совершении убийств, на которых в качестве подписи использовал смайлик. В период с 1995 года по 2009 год Джесперсон был осужден за совершение 6 убийств на территории четырёх штатов США.

## Биография
Кит Хантер Джесперсон родился 6 апреля 1955 года в городе Чиллиуак (Британская Колумбия) на территории Канады в семье Леса и Гледис Джесперсон. Кроме него в семье ещё было четверо детей. Отец Кита придерживался авторитарного стиля воспитания детей и часто подвергал их дисциплинарным взысканиям и избиениям. В возрасте 6 лет Кит начал демонстрировать девиантное поведение, в том числе жестокое обращение с животными. Был замечен в убийстве местных кошек, собак, сусликов и птиц, что поощрялось его деспотичным отцом. 
В начале 1960-х семья покинула Канаду и переехала в США, остановившись на территории штата Вашингтон, где Джесперсон начал посещать начальную школу. Несмотря на высокий рост и крупное телосложение, Кит был застенчив и пассивен, отличался слабой волей и покорностью, вследствие чего подвергался нападкам и издевательствам со стороны других учеников. В 1964 году 9-летнего Кита избил 16-летний подросток, после того как Джесперсон публично оскорбил его мать. После этого инцидента отец Кита сильно избил мальчика, пытаясь научить его самообороне. 
В этот период Джесперсон совершил первую попытку убийства, его жертвой стал один из знакомых по имени Мартин, ранее унижавший Кита. После очередного конфликта, Кит сильно избил Мартина, пытаясь его убить, но был остановлен отцом. 
В 1966 году Кит совместно с несколькими одноклассниками встретил одного из местных жителей, который, оголившись, начал подвергать их сексуальным домогательствам. После того, как Кит рассказал об инциденте отцу, тот подарил ему пневматический пистолет для самообороны от педофилов. Через несколько дней Джесперсон нашёл этого мужчину и добровольно согласился стать жертвой домогательств. Джесперсон дождался, пока мужчина оголился, после чего произвёл по его гениталиям несколько выстрелов из пневматического пистолета. Через несколько дней Кит выстрелил в голову мальчику, собиравшего малину в лесу. Джесперсона задержали, но подросток отделался выплатой административного штрафа, после чего его снова избил и пытал электрическим током отец. 
Летом 1967 года Джесперсон стал жертвой хулигана, который топил Кита в озере. Спустя несколько дней Джесперсон встретил обидчика в местном общественном бассейне и напал на него, пытаясь утопить. Попытку убийства предотвратил один из спасателей, который оттолкнул Кита и вытащил подростка из воды.
В 1969 году Кит вместе с ровесником был арестован за несколько краж из магазинов. В том же году, согласно собственным признаниям, он вместе с другом изнасиловали незнакомую девушку, угрожая ножом. 
В школьные годы IQ Джесперсона был определен в 102 балла, однако тот не испытывал интереса к учёбе. В старших классах, несмотря на высокий рост (198 см) и атлетическое телосложение, Кит не занимался спортом. Из-за этого не был популярен в школе и не пользовался успехом у девушек.
Одноклассники и педагоги школы Кит Джесперсон характеризовали неоднозначно. Одноклассники Кита позже заявляли, что психическое состояние Джесперсона было крайне нестабильно. Согласно свидетельствам, периоды апатии у Кита быстро сменялись гиперактивностью, из-за чего с нним было некомфортно. 
В 1973 году, незадолго до окончания школы, Кит на уроке физкультуры упал с 9-метровой высоты, сорвавшись с каната, получив черепно-мозговую травму. Летом этого же года, Джесперсон из-за конфликта с отцом ушёл из дома, после чего тот прекратил с Китом общение и отказался помочь деньгами при поступлении в колледж. Кит освоил профессию водителя, став дальнобойщиком. В 1974 году Джесперсон познакомился с девушкой по имени Роуз Хак, первой, кто ответил ему взаимностью.
В 1975 году 20-летний Кит женился на 18-летней Роуз Хоук, которая родила ему троих детей. Супруга и дети Джесперсона позже характеризовали его крайне неоднозначно. Кит был либерален в воспитании, никогда не был агрессивен с женой и детьми, но в то же время демонстрировал жестокое обращение с животными и в присутствии детей неоднократно убивал кошек. Джесперсон хорошо зарабатывал и семья ни в чем не нуждалась. Но в конце 1980-х между ним и женой начались ссоры и конфликты. Роуз обвиняла мужчину в том, что во время рабочих поездок по территории США он пользовался услугами проституток, и стала ему отказывать в интимной близости. 
В 1990 году Джесперсон развелся, после чего жена с детьми переехала в город Спокан (штат Вашингтон) к своим родителям. После развода психическое состояние Джесперсона резко ухудшилось, и он начал демонстрировать девиантное поведение. Дети Кита впоследствии вспоминали, что после развода с их матерью он часто приезжал к ним на выходные. Старшая дочь Джесперсона свидетельствовала, что во время совместных поездок и прогулок Джесперсон откровенно рассказывал о своей сексуальной жизни, флиртовал с девушками и женщинами, отпускал непристойные замечания и сексуально домогался их.

## Серия убийств
В официальный список жертв Кита Джесперсона вошло 8 женщин, убитых в период с 21 января 1990 года по 16 марта 1995 год. Во время убийств Кит Джесперсон демонстрировал выраженный образ действия. Почти всех жертв Джесперсон убивал спустя некоторое время после того, как заманивал в кабину грузовика. В число жертв попадали проститутки и женщины. которые вели маргинальный или бродяжнический образ жизни.
- Согласно версии следствия, первой жертвой Джесперсона стала 23-летняя Таня Беннет, убитая 21 января 1990 года на территории Портленда, (штат Орегон). По словам Джесперсона, он познакомился с жертвой в баре под названием «B & I Tavern». После знакомства Джесперсон заманил девушку в свой дом, где склонял её к интимной близости. Согласно свидетельствам Джесперсона, несмотря на согласие девушки он впал в приступ ярости после того, как Таня Беннет отказала ему в предварительных любовных ласках. Она пожелала, чтобы половой акт тот завершил как можно быстрей, после чего Кит избил и задушил девушку. После убийства Джесперсон вернулся в бар ради алиби, затем, приехав домой, уничтожил улики: сбросил труп и вещи убитой в овраг рядом с берегом реки Колумбия[7].
- В середине 1992 года Кит Джесперсон убил вторую жертву. Её останки были обнаружены 30 августа в лесистой местности на расстоянии 10 километров к северу от города Блайт (штат Калифорния). Личность жертвы не была установлена. Судебно-медицинской экспертиза установила, что у жертвы были светлые волосы, рост около 190 см, возраст — от 20 до 30 лет. После ареста Кит Джесперсон заявил следствию, что девушку звали Клаудией, а он убил её в ходе ссоры, так как подозревал, что она хочет его обокрасть[8].
- В сентябре 1992 года жертвой Джесперсона стала 32-летняя Синтия Линн Роуз, которую он задушил. Тело жертвы Кит сбросил возле шоссе недалеко от города Терлок (штат Калифорния). Судебно-медицинская экспертиза в ходе вскрытия установила, что перед смертью Синтия Роуз приняла большую дозу наркотических средств. Джесперсон позже свидетельствовал, что не планировал убивать женщину, но она оказалась проституткой и стала настойчиво предлагать ему сексуальные услуги, после чего он её задушил в приступе гнева[7].
- В ноябре 1992 года 26-летняя Лори Энн Пентленд была убита  на территории штата Орегон. Её труп Джесперсон сбросил позади армейского магазина под названием «G.I.Joe» в городе Салем.
- В мае 1993 года Кит Джесперсон совершил следующее убийство на стоянке грузовых автомобилей недалеко от города Санта-Клара (штат Калифорния). Первоначально личность жертвы установить не удалось. После ареста Джесперсон заявил, что жертва бродяжничала и была наркоманкой. Он заявил, что женщине по имени Карла было около 40 лет. Джесперсон встретил её в кафе на стоянке грузовых автомобилей у межштатной автомагистрали I-5 в городе Корнинг (штат Калифорния), после чего угостил обедом и предложил подвезти. Согласно его утверждению, она добровольно согласилась вступить с ним в интимную связь, однако после стала требовать двойной оплаты за предоставление сексуальных услуг и Кит её задушил. Джесперсон утверждал, что провел вместе с трупом в кабине грузовика около 5 часов, прежде чем сбросить его на территории округа Санта-Клара. Тело жертвы обнаружили на обочине дороги 3 июня 1993 года. Её личность удалось установить с помощью публичных сайтов генетической генеалогии только лишь в 2022 году. Убитой оказалась 45-летняя Патрисия Скипл, жительница штата Орегон[9][10].
- В сентябре 1994 года Кит Джесперсон убил Сьюзан Кьеленберг. Её личность была установлена спустя 29 лет после убийства — в октябре 2023 года. Её тело обнаружили 14 сентября 1994 года возле межштатной автомагистрали I-10 на территории округа Окалуза (штат Флорида). Убитая женщина вела бродяжнический образ жизни, не имела постоянного места жительства и работы[11].
- Седьмой жертвой Джесперсона стала 21-летняя Анджела Мэй Субрайз. Кит Джесперсон встретил девушку 20 января 1995 года в одном из баров города Спокан. Девушка сбежала из дома на территории штата Оклахома, после чего вела бродяжнический образ жизни. Согласно свидетельствам Джесперсона, она добровольно села к нему в грузовик, согласившись отправиться вместе с ним на территорию штата Индиана, куда он обещал её отвезти. Он убил девушку недалеко от города Шайенн (штат Вайоминг) в конце январе 1995 года недалеко от одной из стоянок грузовых автомобилей на территории штата Вайоминг, после чего сбросил труп на территории штата Небраска возле межштатной автомагистрали I-80. Джесперсон утверждал, что в день убийства почувствовал усталость и собирался несколько часов поспать, но Анджела Субрайз затеяла ссору, требуя от него продолжать поездку, после чего он нападел на неё и задушил. По словам Кита, перед убийством он предлагал девушке покинуть его и по рации найти другого дальнобойщика, который подвёз бы её в Индиану, но она отказалась. Незадолго до убийства, Джесперсон позволил Анджеле Субрайз воспользоваться своей кредитной картой для телефонного звонка отцу. Опасаясь разоблачения при обнаружении убитой и установления её личности, Джесперсон изуродовал труп, закрепив его под днищем грузовика и проехав так около 12 километров. Скелетированные останки жертвы были обнаружены 27 сентября 1995 года на территории штата Небраска. Несмотря на все усилия Кита Джесперсона, личность убитой была установлена 27 октября того же года[12][13].
- 10 марта 1995 года Джесперсон совершил последнее подтвержденное убийство. Жертвой стала 41-летняя Джули Энн Уиннингем, которая проживала в городе Камас. Тело убитой женщины было обнаружено на территории округа Кларк (штат Вашингтон)[14].

## Арест
Впервые Кит Джесперсон попал под подозрение полиции 22 марта 1995 года, после того как был допрошен на территории штата Нью-Мехико по поводу убийства его подруги, 41-летней Джули Энн Уиннингем. Родители и родственники убитой женщины сообщили полиции, что Джулли Уиннингем была знакома с Джесперсоном, начиная с 1994 года. 1 марта 1995 года по словам матери Уиннингем, её дочь и Кит приехали к ней из Солт-Лейк-Сити в город Камас (штат Вашингтон) и прожили в её доме несколько дней. Друзья убитой женщины также заявили полиции, что в этот период Джулли Уиннингем познакомила их с Джесперсоном, представив его своим гражданским мужем. На допросе Кит Джесперсон настаивал на непричастности к убийству Уиннингем, заявив, что уехал из города 8 или 9 марта, а Уиннингем осталась в городе. После допроса Джесперсона отпустили. Он покинул территорию штата Нью-Мехико и отправился на территорию штата Аризона. 24 марта он позвонил детективу Рику Бакнеру, расследовавшего убийство Джули Уиннингем и признался ему в убийстве. Через несколько дней  в полицию обратился брат Кита — Брэд Джесперсон, который предоставил полицейским письмо, в котором Кит признавался в совершении как минимум 8 убийств. В качестве подписи Джесперсон нарисовал смайлик, идентичный тому, который использовал в предыдущих письмах, после чего Джесперсона объявили в розыск.
На основании признания Кита Джесперсона арестовали 30 марта 1995 года на территории округа Кочиз (штат Аризона) по обвинению в убийстве 41-летней Джулли Энн Уиннингем. После ареста Джесперсон признался, что совершил 8 убийств в течение 5 лет и в том, что отправлял письма со смайликом в газету «The Oregonian» и в окружной суд округа Вашингтон с признаниями в убийствах. За убийство Тани Беннет в 1991 году осудили семейную пару Джона Сосноске и Лаверн Павлинак. Сосноске приговорили к пожизненному лишению свободы, а Лаверн Павлинк — к 10 годам тюремного заключения. Во время судебного процесса в 1991 году в полицию обратился водитель-дальнобойщик, который обнаружил в туалете одной из стоянок для грузовых автомобилей на территории штата Орегон надпись: «Убил Таню Беннетт в Портленде. Два человека были обвинены, так что я могу снова убить». Сообщение было подписано смайликом, однако полиция сомневалась, что надпись сделал настоящий убийца Тани Беннетт. Они посчитали что надпись, как и последующие письма, написал человек с психическим расстройством, не имеющий отношения к убийству.
После ареста Джесперсона проведели графологическую экспертизу, на основании результатов которой его признали автором писем. Письма Джесперсона изобиловали подробностями совершением убийств, известных только следствию, точностью дат преступлений, описаний местности, где они были совершены. Ему предъявили обвинения в совершении 3 убийств, в том числе в убийстве Тани Беннет, кошелек которой обнаружили в доме Джесперсона после ареста Кита.
Джесперсон заявил следствию, что, начиная с 1990 года, из-за развода с женой и материальных трудностей постоянно пребывал в состоянии стресса. Он впал в депрессию, апатию и страдал неконтролируемыми вспышками гнева. По словам Джесперсона, мотивом совершения убийств стала мизогиния, так как он считал жену и других женщин виновницами своих жизненных неудач и не нашёл способа выпустить негативные эмоции. Он утверждал, что незадолго до ареста пытался совершить самоубийство, выпив бутылку водки, растворив в ней 48 таблеток снотворного, однако попытка самоубийства оказалась неудачной.
Следствие предполагало, что Кит Джесперсон несёт ответственность за совершение ещё как минимум нескольких убийств. Его проверяли на причастность к 6 убийствам девушек и женщин, известным как Great Basin Murders. Все убийства были совершены на территории обширного засушливого района на территории штатов Вайоминг, Невада, Юта, Айдахо между «Скалистыми горами» и горами «Сьерра-Невада». Серия убийств получила название, так как район обнаружения жертв известен как «Большой Бассейн» (англ. «Great Basin»). Он примечателен особенным течением местных рек: все реки с истоком в горных массивах не имеют выхода к морю и впадают в низины «Большого бассейна», после чего испаряются. Тела жертв преступник, как и Кит Джесперсон, сбрасывал возле развязок межштатных автомагистралей, проходящих через «Большой бассейн». Однако причастность Джесперсона к этим убийствам доказать не удалось.

## Судебное преследование
В середине 1995 года несколько высокопоставленных чиновников встретились, чтобы определить стратегию судебного преследованию Джесперсона. Решили сначала провести судебный процесс по обвинению Джесперсона на территории штата Орегон, после чего экстрадировать его для суда в штате Вайоминг. На первом судебном процессе Джесперсон признал себя виновным в совершении убийства Тани Беннетт, после чего 2 ноября 1995 года его приговорили к пожизненному лишению свободы без права на условно-досрочное освобождение. Через три недели в новом судебном разбирательстве после приговора Джесперсону прокуратура округа Мантсолма сняла обвинения с 42-летнего Джона Сосноске и 62-летней Лаверн Павлинк. Их освободили 28 ноября 1995 года, а их осуждение признали судебной ошибкой.
Через несколько недель после суда по обвинению в убийстве Беннет, Джесперсона осудили в убийстве 23-летней Лори Энн Пентленд. При содействии адвокатов он заключил соглашение о признании вины, благодаря чему избежал смертной казни, 15 декабря 1995 года его приговорили к ещё одному пожизненному сроку. Вскоре Джесперсона экстрадировали на территорию штата Вашингтон, где тот предстал перед судом по обвинению в убийстве 41-летней Джули Уиннингем, совершённом 10 марта 1995 года в Ванкувере, (штат Вашингтон). Первоначально Джесперсону предъявили обвинения в похищении, изнасиловании и убийстве, но позже ему при содействии адвокатов снова удалось заключить соглашение о признании вины на более благоприятных условиях. В обмен на признание вины с него сняли обвинения в похищении и изнасиловании Джули Уиннингем, несмотря на то, что он признал нападение на неё в кабине грузовика, в ходе которого связал её скотчем и изнасиловал. 20 декабря того же года Кит Джесперсон признался в убийстве, его приговорили к 34 годам лишения свободы.
В декабре 1996 года Киту Джесперсону предъявили обвинение в убийстве Анджелы Субрайз, после чего генеральный прокурор штата Вайоминг Билл Хилл 5 сентября 1997 года добился экстрадиции Джесперсона в Вайоминг для суда. В конце 1997 года Джесперсона экстрадировали на территорию штата Вайоминг, где тот заключил с прокуратурой округа Каспер соглашение о признании вины. В обмен на невынесение приговора в виде смертной казни, он признался в убийстве Анджелы Субрайз. 4 июня 1998 года его приговорили к третьему пожизненному сроку без права на условно-досрочное освобождение. Джесперсона этапировали на территорию штата Орегон, где согласно стратегии судебного преследования он должен был отбывать наказание.
После возвращения в штат Орегон, Джесперсон в течение 9 лет отбывал наказание в одной из тюрем штат. В июне 2006 года прокуратурой округа Санта-Клара (штат Калифорния) его обвинили в убийстве 45-летней Патрисии Скипл, личность которой на тот момент ещё не установили. После недолгих переговоров, Джесперсон заключил с прокуратурой соглашение о признании вины: его не приговаривают к смертной казни, а он признаётся в убийстве женщины и рассказывает детали произошедшего. В июле 2007 года его экстрадировали на территорию штата Калифорния. Судебный процесс длился несколько дней. 25 июля того же года во время судебного процесса Джесперсон полностью признал свою вину в убийстве Патрисии Скипл, после чего получил четвёртое пожизненное лишение свободы без права на условно-досрочное освобождение.
После суда его вернули в тюрьму штата Орегон, но уже в декабре 2009 года этапировали в округ Риверсайд (штат Калифорния) для судебного процесса по убийству женщины, чей труп обнаружили 30 августа 1992 года в лесистой местности на расстоянии 10 километров к северу от города Блайт. Во время суда Кит признал вину и 10 января 2010 года его приговорили к пятому пожизненному сроку. После этого его вернули обратно в орегонскую тюрьму.
В октябре 2023 года на основании ДНК-экспертизы установили личность одной из его жертв — Сьюзан Келенберг. Джесперсона допросили в тюрьме представители прокуратуры округа Окалуза. Он согласился сотрудничать со следствием и рассказал, что встретил Келенберг на остановке грузовых автомобилей недалеко от города Тампа (штат Флорида), после чего они вместе отправились в зону отдыха. Согласно освидетельствам Джесперсона, он задушил женщину во время сна, когда она отдыхала в кабине его грузовика. Представители офиса шерифа округа Окалуза после допроса Джесперсона предъявили ему обвинение и заявили СМИ о том, что будут добиваться его экстрадиции на территорию штата Флорида для проведения судебного процесса в 2024 году.
По состоянию на ноябрь 2023 года, 68-летний Кит Джесперсон был жив и продолжал отбывать уголовное наказание в тюрьме «Oregon State Penitentiary» на территории штата Орегон.

## В массовой культуре
История жизни Кита Хантера Джесперсона и его серия убийств стали объектом исследований для ряда авторов. После осуждения Джесперсона было выпущено несколько биографических книг о преступнике. В 2008 году Джесперсон дал интервью телекомпании «ABC News», в ходе которого он вместо раскаяния выразил сожаление лишь о том, что оказался в тюрьме. Джесперсон заявил, что в момент убийств у него отсутствовали нравственные критерии, набор ценностей, принципов и стандартов, которые определяют, что является нравственно правильным или неправильным в поведении и принятии решений. Он сравнил убийства с кражами, считая что его действия принесли незначительный вред обществу. Его дочь, Мелисса Мур, подтвердила эти слова. В 2021 году, во время интервью, она заявила, что её отец за десятилетия, проведенные в тюремном заключении, не раскаялся в содеянном и всё ещё испытывает влечение к совершению убийств.
Она также утверждала, что осенью 1994 года во время одного из визитов отца, Джесперсон едва не признался ей в убийствах, и была уверенна, что он убил бы её, если бы она узнала правду. Отец Кита заявил СМИ, что Кит во время одного из свиданий на территории тюрьмы признался, что неоднократно размышлял об убийстве своих детей. Мелисса Мур рассказала СМИ, что, начиная с середины 2000-х, члены её семьи практически перестали поддерживать с ним отношения. После приговору отцу, Мелисса Мур выпустила мемуары «Разрушенное молчание» (англ. «Shattered Silence»), в которых рассказала о своих отношениях с отцом, пытаясь выявить истинные причины и условия формирования мотивов убийств. Книга стала бестселлером, после чего в 2009 году Мелисса Мур появилась в Шоу Опры Уинфри и начала давать СМИ десятки интервью. В последующие годы дочь Кита Джесперсона стала заниматься общественной деятельностью, путешествуя по штатам США и оказывая психологическую и моральную поддержку родственникам других серийных убийц и родственникам их жертв. В 2017 году она опубликовала в сети подкаст под названием “Happy Face Presents: Two Face.”.
В начале октября 2021 года на телеканале «Oxygen» показали двухчасовой документальный фильм под названием «Snapped Notorious: The Happy Face Killer». В фильме были представлены редкие и никогда ранее не опубликованные кадры и видеозаписи, на которых Кит Джесперсон описывает убийства, а также его беседы с тележурналистами М. Уильямом Фелпсом и Лореном Брайтом Пачеко, которые переписывались с ним и посещали для интервью в тюрьме несколько раз с 2011 года. В фильме Джесперсон поведал журналистам факты и детали своей биографии, детали преступлений и заявил, что условия формирования мотивов убийств были заложены в детстве агрессивным отцом. Кит настаивал, что совершил первое убийство в 1990 году, испытывая ненависть к женщинам из-за развода и прекращения отношений с новой возлюбленной. А после осуждения Лаверн Павлинак и Джон Сосноске он почувствовал безнаказанность, что послужило стимулом для остальных убийств. В беседах с журналистами Джесперсон критиковал работу правоохранительных органов, заявив, что полиция проводила расследование крайне небрежно, после чего он почувствовал, что ему легко совершать преступления и уничтожать улики, так что он мог легко избегать уголовной ответственности долгие годы. По словам Кита, именно отсутствие внимания со стороны полиции, безнаказанность стали причиной для его писем.
М. Уильям Фелпс на основе фрагментов переписок и бесед с Джесперсоном опубликовал книгу «Dangerous Ground: My Friendship with a Serial Killer» и заявил в фильме о том, что сотрудничество с Китом для него было психологической пыткой, так как Джесперсон совершенно не выражал сожаления в содеянном. В октябре 2022 года Мелисса Мур опубликовала на видеоплатформе «TikTok» видеозапись, на которой показала подписчикам копию письма, которое отправил ей отец из тюрьмы. После публикации видео его посмотрело 8 миллионов человек, а у Мелиссы Мур появилось 160 000 подписчиков. В видеозаписи она утверждала, что Джесперсон, находясь в тюремном заключении, имеет доступ к интернету, так как вложил в конверт с письмом её фотографию со свадьбы, которая состоялась в июле 2021 года. Согласно утверждению Мур, фотографии были опубликованы на её странице в социальной сети «Instagram». Публикация видеозаписи вызвала неоднозначную реакцию общественности. Ряд критиков обвинили Мелиссу Мур, которая стала известной медийной личностью, в том, что она использует печальную известность отца в корыстных целях. По мнению критиков, Мур искусственно продолжает поддерживать популярность Кита Джесперсона, чтобы зарабатывать на публикаций материалов, связанных с его жизнью в заключении и влиянием убийств, совершенных отцом, на её жизнь.

## Вопросы и споры
Виновность Кита Джесперсона в совершении большинства убийств, подвергалась сомнению и многими оспаривалась. Джесперсон был известен как патологический лжец и манипулятор. В письмах он признавался в совершении от 166 до 185 убийств. Причастность Джесперсона к убийствам доказана не была: большую часть из улик составили его собственные признательные показания. Точное количество жертв до настоящего времени остаётся неизвестным. Большая часть показаний Кита Джесперсона признали ложной. В ряде случаев Джесперсон признавался в совершении убийств, подробности которых узнавал из СМИ, однако позже были найдены настоящие убийцы. Кроме того, в ходе расследования не было обнаружено никаких достоверных доказательств и улик, свидетельствующих о его причастности к десяткам убийств, в совершении которых он сознался. СМИ разоблачили некоторые показания Лукаса, которые, будучи ложными и не подкреплеными уликами, были приняты полицией, так как он сообщал факты, которые мог знать только преступник. В частности, после ареста Джесперсон взял на себя ответственность за убийство Бобби Крескензи, которая была убита в 1992 году в городе Бенд (штат Орегон). За совершение убийства Крескензи был осужден её муж Джек Крескензи. После признательных показаний Джесперсона, Джек Крескензи начал добиваться оправдательного приговора, но в конце 1997 года были найдены доказательства того, что Джесперсон во время совершения убийства Бобби Крескензи находился за пределами штата Орегон и не мог убить женщину. После разоблачения Кит Джесперсон признал свою непричастность к убийству Крескензи и заявил, что сознательно дал ложные показания.
Полиция Орегона в 1997 году заявила, что будучи патологическим лжецом, Джесперсон дал ложные показания по убийству Тани Беннетт, несмотря на наличие у него её кошелька. По версии полиции, Джесперсон был знаком с Беннет, но настоящими убийцами женщины являлись Джон Сосноске и Лаверн Павлинак, чью вину в убийстве Беннетт доказали в суде. Пэт Флаэрти, главный заместитель окружного прокурора округа заявил, что Павлинак и Сосноске после убийства Беннетт дали признательные показания членам своей семьи, а позже и полиции. Лаверн Павлинак в ходе следственного эксперимента безошибочно указала место расположения тела Тани Беннет и утверждала, что Сосноске после убийства оставил на память кусок её джинсов с ширинкой. По словам представителей полиции, на тот момент информация, что на джинсах убитой девушки были отрезаны пуговицы и был вырезан кусок с ширинкой, не разглашалась общественности и об этом мог знать только убийца. Сосноске и Павлинак дважды проходили проверку на полиграфе и в обоих случаях была доказана их причастность к убийству, после чего они оба пытались покончить с собой. По мнению Джима МакЛнтира, заместителя окружного прокурора округа Малтнома, который поддерживал обвинение Павлинак и Джон Сосноске, апелляционный суд безосновательно отменил их приговор, плохо ознакомившись с материалами уголовного дела из-за признаний Джесперсона и вызванной ими массовой огласки этого дела. Прокуратура округа также поспешно сняла с них обвинения. МакЛнтир вынужденно признал, что после признания большинства признаний Джесперсона недействительными, прокуратура округа Малтнома пришла к выводу, что убийство Тани Беннет вероятно совершили Джон Сосноске и Лаверн Павлинк. Споры о виновности Джесперсона в убийствах усилились после того, как он в декабре 1997 года пытался запутать следствие. Ожидая экстрадиции на территорию Вайоминга для проведения суда, Джесперсон внезапно изменил первоначальные показания, заявив что совершил убийство на территории штата Небраска, так как в Вайоминге ему грозила в случае осуждения смертная казнь. В 2000-е годы неоднократно менял показания, заявляя, что часть убийств, в которых он сознался, Джесперсон никогда не совершал, но дал признательные показания, получив материальное вознаграждение от лиц, осужденных по этим обвинениям или находившихся в числе основных подозреваемых.